# Domingos Sequeira
Pour les articles homonymes, voir Sequeira.
Domingos António de Sequeira (Lisbonne, 10 mars 1768 - Rome, 8 mars 1837) est un peintre portugais, surtout connu pour ses portraits du roi Jean VI de Portugal et de sa famille. Son style se situe dans la transition entre l'art néoclassique et l'art romantique.